# François Arnaud (Schauspieler)

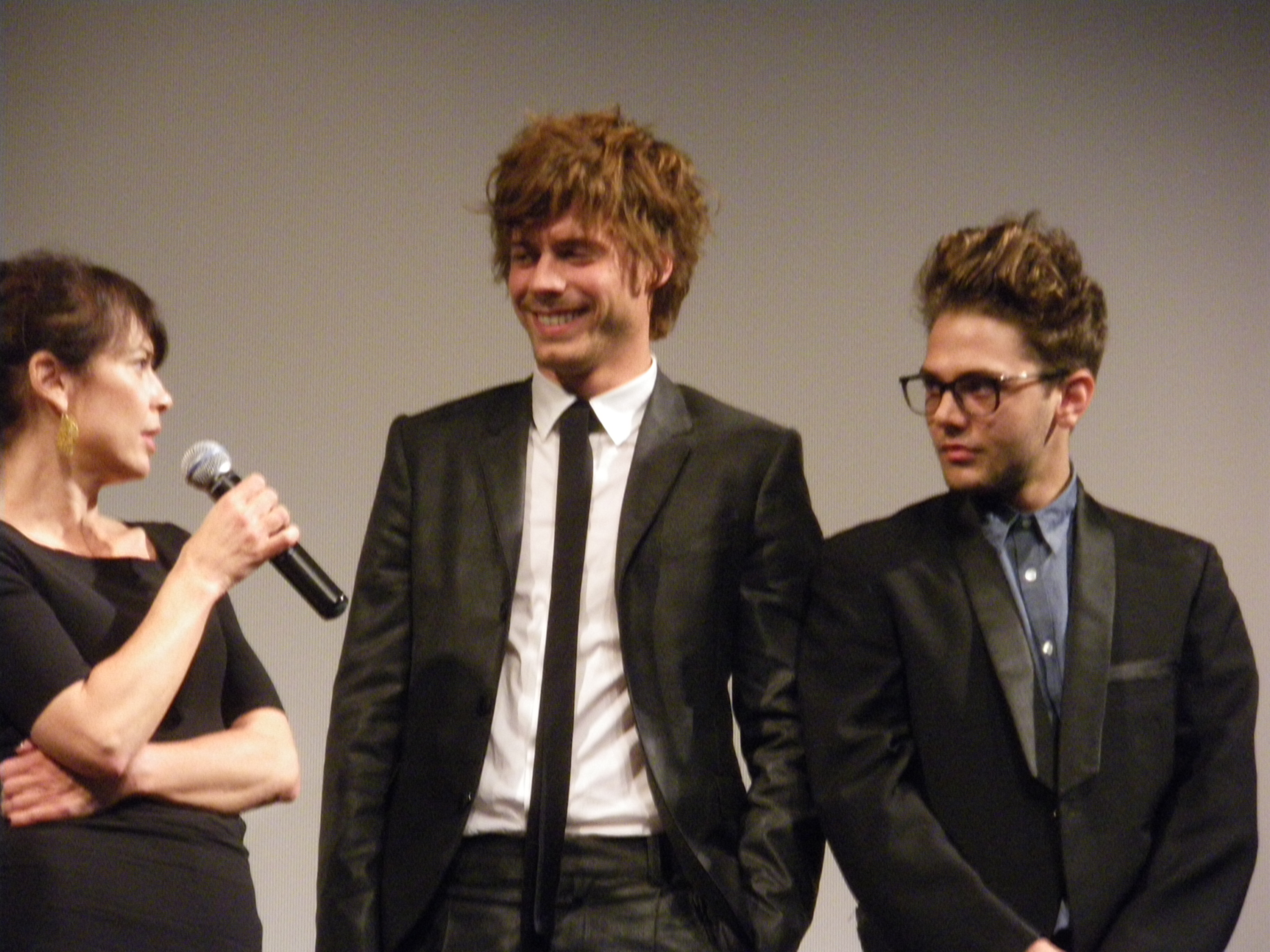
François Arnaud (Mitte) mit Xavier Dolan auf der Toronto International Film Festival Filmvorführung von I Killed My Mother, 2009

François Arnaud (* 5. Juli 1985 in Montreal, Québec) ist ein frankokanadischer Schauspieler.

## Leben
Arnaud wuchs in Kanada auf und spricht neben seiner Muttersprache Französisch fließend Englisch. Er absolvierte eine Schauspielausbildung an der Conservatoire d’art dramatique de Montréal (Hochschule für darstellende Kunst Montréal), wo er 2007 die Abschlussprüfung bestand. Danach trat er zunächst in verschiedenen kanadischen Theaterproduktionen und Fernsehserien auf. Für seine Rolle in der Serie Yamaska war er für den Preis für die beste männliche Hauptrolle beim Prix Gémeaux der Academy of Canadian Cinema and Television nominiert.
2009 spielte er in dem Spielfilm I Killed My Mother (Regie: Xavier Dolan), der bei den Filmfestspielen von Cannes 2009 internationales Aufsehen erregte und drei Preise gewann, und wurde dafür vom Vancouver Film Critics Circle 2010 als bester Nebendarsteller ausgezeichnet. Ab 2011 war er an der Seite von Jeremy Irons in der Rolle des Cesare Borgia in der drei Staffeln umfassenden Showtime-Serie Die Borgias zu sehen.
François Arnaud führte zeitweilig eine Beziehung mit der Schauspielerin Évelyne Brochu. Im September 2020 bekannte er sich öffentlich zu seiner Bisexualität.

## Filmografie
- 2008: J’me voyais déjà
- 2008: The Double life of Eleanor Kendall (Fernsehfilm)
- 2009: I Killed My Mother (J’ai tué ma mère)
- 2008: Taxi 0-22 (Fernsehserie, 3 Episoden)
- 2009: Les Grandes Chaleurs
- 2009–2010: Yamaska (Fernsehserie, 13 Episoden)
- 2011–2013: Die Borgias (Fernsehserie, 29 Episoden)
- 2013: Copperhead
- 2014: Amapola – Eine Sommernachtsliebe (Amapola)
- 2015–2016: Blindspot (Fernsehserie, 16 Episoden)
- 2017: Permission
- 2018: UnREAL (Fernsehserie, 8 Episoden)
- 2017–2018: Midnight, Texas (Fernsehserie, 19 Episoden)
- 2019–2021: Weihnachten bei den Moodys (The Moodys, Fernsehserie, 14 Episoden)
- 2022: Norbourg
- 2022: The Girl in the Water (Surface, Fernsehserie, 8 Episoden)
- 2022: Marlowe
- 2022: La Switch
- 2022: 23 décembre
- 2023: Plan B (Fernsehserie, 6 Episoden)
- 2023: Yellowjackets (Fernsehserie, 4 Episoden)
- 2024: Mom
- 2025: Twinless

## Theater
- 2007: Tendres totems et croquis cruels
- 2008: L’heure du lynx
- 2008: L’imprésario de Smyrne
- 2009: Réveillez-vous et chantez